# Dayak

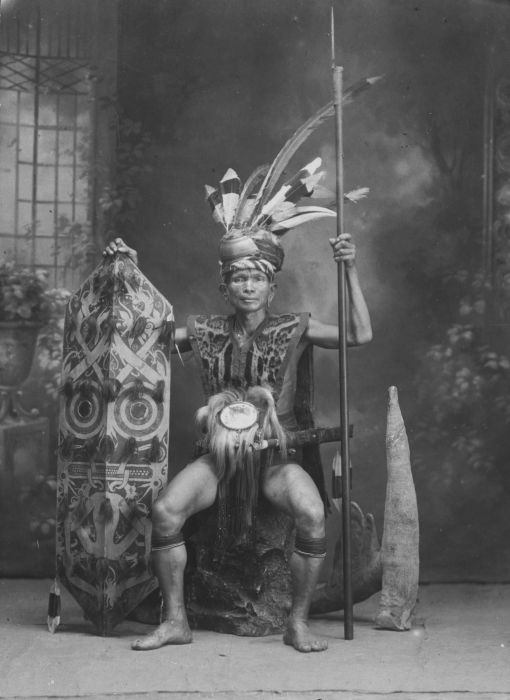
Jefe dayak.

Los dayak, dyak o dayacos son una etnia de indígenas del sur y oeste de la isla de Borneo.
Dayak es un término genérico que no denomina con exactitud a una etnia o tribu, pero sí distingue a la gente indígena de la demás población malaya que habita en las zonas costeras de Malasia, Indonesia y Brunéi. La mayoría de los dayak son gente ribereña que vive en pequeñas comunidades de casas comunales. Tradicionalmente los niños viven con sus padres hasta que se casan y los varones, que por lo general buscan novias fuera de su pueblo natal, se quedan a vivir en la comunidad de su esposa. Su economía de subsistencia se basa en el cultivo del arroz, complementada con la caza y la pesca. Actualmente suman más de dos millones de integrantes y usan por idioma diversas lenguas dayak.